# Сарагруд
Сарагруд (перс. سرهرود) — село в Ірані, у дегестані Мазрае-Нов, в Центральному бахші, шахрестані Аштіан остану Марказі. За даними перепису 2006 року, його населення становило 286 осіб, що проживали у складі 73 сімей.

## Клімат
Середня річна температура становить 11,66°C, середня максимальна – 30,30°C, а середня мінімальна – -8,94°C. Середня річна кількість опадів – 220 мм.
| Клімат поселення                              | Клімат поселення | Клімат поселення | Клімат поселення | Клімат поселення | Клімат поселення | Клімат поселення | Клімат поселення | Клімат поселення | Клімат поселення | Клімат поселення | Клімат поселення | Клімат поселення | Клімат поселення |
| Показник                                      | Січ.             | Лют.             | Бер.             | Квіт.            | Трав.            | Черв.            | Лип.             | Серп.            | Вер.             | Жовт.            | Лист.            | Груд.            |                  |
| Середній максимум, °C                         | 6,72             | 7,91             | 12,04            | 17,77            | 22,55            | 28,82            | 30,30            | 30,07            | 25,85            | 19,73            | 13,00            | 7,46             |                  |
| Середня температура, °C                       | −1,12            | 0,09             | 4,20             | 9,95             | 14,72            | 20,98            | 24,42            | 24,18            | 19,98            | 13,84            | 7,13             | 1,57             |                  |
| Середній мінімум, °C                          | −8,94            | −7,73            | −3,63            | 2,11             | 6,89             | 13,17            | 18,54            | 18,31            | 14,11            | 7,96             | 1,24             | −4,3             |                  |
| Норма опадів, мм                              | 31               | 33               | 42               | 30               | 25               | 3                | 1                | 1                | 0                | 8                | 18               | 28               |                  |
| Середньомісячна швидкість вітру, м/с          | 1.39             | 1.87             | 2.38             | 2.64             | 2.52             | 2.30             | 2.41             | 2.16             | 2.06             | 1.90             | 1.47             | 1.19             |                  |
| Середньомісячна сонячна радіація, кДж/м²·день | 9368             | 12498            | 15158            | 18556            | 22363            | 26797            | 26103            | 24143            | 21031            | 15630            | 11251            | 9123             |                  |
| --------------------------------------------- | ---------------- | ---------------- | ---------------- | ---------------- | ---------------- | ---------------- | ---------------- | ---------------- | ---------------- | ---------------- | ---------------- | ---------------- | ---------------- |
| Джерело:                                      |                  |                  |                  |                  |                  |                  |                  |                  |                  |                  |                  |                  |                  |